# Trnovac (Gradiška)
Trnovac (szerbül: Трновац), falu Gradiška községben, Bosznia-Hercegovinában, Bosanska krajina területén, a Szerb Köztársaságban. 

## Fekvése
Bosznia-Hercegovina északi részén, Banja Lukától légvonalban 23, közúton 35 km-re északra, községközpontjától légvonalban 18, közúton 23 km-re délnyugatra, a Kozara-hegység keleti lábánál, 260-310 méteres magasságban, a Jurkovica bal oldali mellékvize, az időszakos Trnovac-patak felső folyásánál fekszik. 

## Népessége
| Nemzetiségi csoport | Népesség 1991 | Népesség 2013 |
| ------------------- | ------------- | ------------- |
| Szerb               | 241           | 178           |
| Bosnyák             | 0             | 0             |
| Horvát              | 2             | 4             |
| Jugoszláv           | 3             | 0             |
| Egyéb               | 0             | 1             |
| Összesen            | 246           | 183           |

## Története
A régészeti leletek tanúsága szerint területe már az őskorban is lakott volt. A település 1878-ig tartozott az Oszmán Birodalomhoz, ekkor a berlini kongresszus határozata alapján Turjak község részeként az Osztrák-Magyar Monarchia része lett. A monarchia szétesésével 1918-ban előbb a Szerb-Horvát-Szlovén Királyság, majd 1929-től a Jugoszláv Királyság része. Jugoszlávia megszállása után a település a Független Horvát Állam (NDH) része, majd 1945-től a szocialista Jugoszlávia része lett. A boszniai háború idején a település a Boszniai Szerb Köztársaság része volt. A daytoni békeszerződést követő területfelosztásnál a település Bosanska Gradiška község részeként a Szerb Köztársaság területéhez került.

## Nevezetességei
- Trnovac, Čupića Gaj – őskori település maradványai. A lelőhely földmunkák során vált ismertté, amikor az eke késő bronzkori kerámia töredékeket fordított ki a földből.[4]